# Classe (mathématiques)
Pour les articles homonymes, voir Classe.
En mathématiques, la notion de classe généralise celle d'ensemble. Les deux termes sont parfois employés comme synonymes, mais la théorie des ensembles distingue ces deux notions. Un ensemble peut être vu comme une collection d'objets, mais aussi comme un objet mathématique, qui en particulier peut lui-même appartenir à un autre ensemble. Ce n'est pas forcément le cas d'une classe, qui est une collection d'objets que l'on peut définir, dont on peut donc parler, mais qui ne forme pas nécessairement un ensemble. Quand une classe n'est pas un ensemble, elle est appelée classe propre. Elle ne peut alors pas être élément d'une classe (ni, a fortiori, d'un ensemble).
Les paradoxes de la théorie des ensembles, comme le paradoxe de Russell, montrent la nécessité d'une telle distinction. Ainsi la propriété « ne pas appartenir à soi-même » (x ∉ x) définit une classe mais pas un ensemble. L'existence d'un tel ensemble mènerait à une contradiction.
À l'aube du XXe siècle, certains logiciens et mathématiciens comme Ernst Schröder, Giuseppe Peano ou Bertrand Russell emploient le terme « classe » la plupart du temps pour ce qui est appelé aujourd'hui « ensemble ». Cet usage perdure dans certains cas particuliers. Ainsi pour la notion usuelle de relation (dont le graphe est un ensemble de couples), une classe d'équivalence est un ensemble. Si on élargit aux classes propres, on ne peut plus parler d'ensemble quotient. Parfois les deux termes sont employés pour améliorer la clarté d'expression : dans certains contextes, on peut préférer parler de classe d'ensembles plutôt que d’ensemble d'ensembles sans y attacher un sens particulier.

## Notion de classe

### Les classes en théorie des ensembles
Pour fixer le vocabulaire, on va parler dans la suite de collection pour désigner un ensemble au sens intuitif, y compris dans un modèle de la théorie des ensembles — c’est une terminologie souvent utilisée, mais non universelle. On sait, depuis la découverte autour de 1900 des paradoxes de la théorie des ensembles, dont le plus simple est le paradoxe de Russell, que certaines collections d’objets, dont on peut parler dans le langage de la théorie, comme la collection des ensembles qui n’appartiennent pas à eux-mêmes, ne peuvent être des ensembles, sous peine de voir la théorie devenir contradictoire. Pour y remédier, Zermelo choisit de ne conserver que des cas particuliers de l’axiome de compréhension non restreint, qui dit que toute propriété — par exemple : « ne pas appartenir à soi même » — définit un ensemble. En théorie des ensembles, ces collections d’objets, qui sont définies par une propriété de leurs éléments, mais qui ne sont pas forcément des ensembles au sens de la théorie, sont appelées classes. Les classes qui ne sont pas des ensembles sont appelées classes propres. On peut voir celles-ci comme des collections que l’on peut décrire dans la théorie, mais qui sont trop « grosses » pour être des ensembles.
Dans une théorie des ensembles comme ZFC, les classes sont des collections qui sont identifiées par une propriété de leurs éléments exprimée dans le langage de cette théorie. On peut donc les identifier aux prédicats du langage. Il est tout de même parfois plus intuitif de parler de classe, avec le langage ensembliste afférent (intersection, réunion, etc.), que de parler de prédicat. Deux prédicats désignent la même classe si et seulement s'ils sont équivalents : c'est l'égalité extensionnelle. Elle coïncide bien, dans le cas des ensembles, avec l'égalité définie sur ceux-ci par l'axiome d'extensionnalité. On peut manipuler les classes avec les opérations correspondant aux opérations logiques usuelles sur les prédicats : opérations booléennes, disjonction — donc réunion —, conjonction — donc intersection et produit cartésien —, négation — donc passage au complémentaire —, quantificateurs — donc en particulier projection —, etc. Cependant les classes ne sont pas des objets de la théorie. Il n’est donc pas question de classe de classes, et encore moins d’ensemble de classes !

### Notations
L’usage est d’utiliser des lettres majuscules pour les classes. On peut tout à fait conserver, pour noter les classes, les notations usuelles pour les prédicats, ou, quand on sait ce que l’on fait, étendre les notations ensemblistes usuelles. L’appartenance à une classe « x appartient à la classe V » se note, en conservant la forme des prédicats, V(x), ou, par abus de notation, en étendant l’usage du symbole ∈, x ∈ V. Dans ce dernier cas un nom de classe ne peut figurer qu’à droite du signe d’appartenance ; il s’agit d’une abréviation pour V(x) — en notant de la même façon une classe et un prédicat qui la définit.
De la même façon, pour les opérations ensemblistes usuelles, on peut utiliser les connecteurs logiques ou étendre l’usage des notations usuelles. Par exemple, pour l’intersection de deux classes V et W, on peut écrire V(x) ∧ W(x) ou V  ∩ W.
Toujours dans le même esprit on écrit souvent V = W pour indiquer que les deux classes V et W sont égales ; cela se traduit en langage ensembliste par l’équivalence logique ∀x [V(x) ↔ W(x)]. Ainsi l’égalité de l’ensemble a et de la classe V peut se noter a = V ; c’est une abréviation pour l’énoncé ∀x [x ∈ a ↔ V(x)]. Alors, V étant fixé, le prédicat y = V définit lui-même une classe, qui est la classe vide dès que V est une classe propre — définie par exemple par x ∉ x (voir ci-dessous).

### Exemples de classes propres
On se place dans une théorie des ensembles comme Z, ZF ou ZFC.
Évidemment, grâce au prédicat d’appartenance, tout ensemble a « est » une classe : celle-ci est définie par le prédicat x ∈ a. Les paradoxes classiques de la théorie des ensembles fournissent des classes propres.
- Ainsi, le paradoxe de Russell se reformule, de façon cette fois non contradictoire, en disant que la classe des ensembles qui n’appartiennent pas à eux-mêmes — prédicat x ∉ x — est une classe propre.
- On peut définir le prédicat « être un ordinal » en théorie des ensembles : en prenant la définition de von Neumann, un ordinal est un ensemble transitif — c'est-à-dire que tous ses éléments sont des sous-ensembles — sur lequel l’appartenance définit un bon ordre strict. Le paradoxe de Burali-Forti se reformule en disant que la classe de tous les ordinaux est une classe propre.

On en déduit que d’autres classes sont des classes propres.
- La propriété « être un ensemble » s'écrit x = x — ou n’importe quelle propriété de x toujours vraie. On peut donc parler de la classe de tous les ensembles. Du schéma d'axiomes de compréhension on déduit que la classe de tous les ensembles n’est pas un ensemble — sinon, la classe des ensembles qui ne s'appartiennent pas en serait un par compréhension. C’est une classe propre.
- La propriété « avoir un seul élément » s'écrit ∃y [(y ∈ x) ∧ ∀z (z ∈ x → z = y)]. On peut donc parler de la classe des singletons. C’est une classe propre, car sinon, par l’axiome de la paire — dont on déduit que, pour tout ensemble a, {a} est un ensemble — et par l’axiome de la réunion, on en déduirait que la classe de tous les ensembles est un ensemble.
- En reprenant le raisonnement précédent, on montre que les classes d’équipotence — classes d’équivalence pour la relation « être en bijection », c'est-à-dire avoir le même nombre d’éléments — sont des classes propres.
- Le dernier résultat montre que, si l’on définit les cardinaux comme des classes d’équipotence, il n’est pas possible de parler d’ensembles voire de classes de cardinaux. On préfère donc définir — dans ZFC, il faut le schéma d'axiomes de remplacement et l’axiome du choix — un cardinal comme un ensemble : un cardinal est un ordinal qui n’est pas équipotent à un ordinal strictement plus petit. Ceci s’exprime dans le langage de la théorie des ensembles ; on peut donc parler de la classe des cardinaux. Cette classe est une classe propre. On peut le montrer en reprenant l’argument du paradoxe de Cantor — tout ensemble a un cardinal par l’axiome du choix — ou en se réduisant à l’un des paradoxes ci-dessus.

## Origine
On peut faire remonter la notion de classe (au sens de cet article) à Georg Cantor, l'inventeur de la théorie des ensembles. On en trouve une description assez claire dans une lettre à Richard Dedekind de 1899, mais les concepts apparaissent auparavant dans sa correspondance (avec des noms parfois différents). Dans une théorie des ensembles qui n'est pas encore formalisée, Cantor appelle multiplicités définies (bestimmte Vielheit) ce que nous appellerions aujourd'hui classe, même si Cantor ne définit pas de façon précise le langage dans lequel sont définies ces multiplicités. Il distingue parmi celles-ci les multiplicités consistantes ou ensembles (Menge), des multiplicités inconsistantes (inconsistente Vielheit) ou absolument infinies (absolut unendliche Vielheit) que nous appelons aujourd'hui classes propres. Dans sa lettre de 1899 il prend comme exemple la classe de tous les ordinaux et celle de tous les cardinaux. Cantor ne donne pas de définition très précise de ce qu'est un ensemble : ce sont des multiplicités dont « la totalité des éléments […] peut être pensée sans contradiction comme étant réunies […] en « une seule chose » ». Ainsi les ordinaux ne sont bien sûr pas encore ceux de von Neumann, ils sont définis de façon plus intuitive comme des types de bons ordres, mais pour Cantor ce sont forcément des ensembles. Les cardinaux sont définis à partir des ordinaux comme aujourd'hui. Cantor énonce (traduit en langage moderne) que deux classes équipotentes sont soit toutes les deux des ensembles, soit toutes les deux des classes propres, ce qui est vu aujourd'hui comme une conséquence (très directe) du schéma d'axiomes de remplacement.

## Théories des classes
Au début des années 1920, John von Neumann propose une théorie des ensembles, avec deux types d’objets fondamentaux — les ensembles et les classes —, qui est dérivée de la théorie ZFC — théorie de Zermelo-Fraenkel avec axiome du choix. Cette théorie a été ensuite revue et simplifiée par Paul Bernays, puis Kurt Gödel au cours des années 1930. Elle est connue sous le nom de « théorie des ensembles de von Neumann-Bernays-Gödel », abrégée en NBG. Gödel en présente une version où les objets primitifs de la théorie sont les classes, et où les ensembles sont les classes qui appartiennent à au moins une classe. Il s'agit, comme ZFC, d’une théorie du premier ordre, mais une partie des axiomes de NBG exprime que les classes permettent, d’une certaine façon, de représenter certains prédicats de la théorie, essentiellement ceux que l’on peut énoncer dans le langage de la théorie des ensembles de Zermelo-Fraenkel. Dans NBG, même si les classes sont des objets de la théorie, le maniement des classes souffre finalement des mêmes restrictions que celles présentées au début de l'article.
Alors que la théorie NBG est une extension conservative de ZFC — elle prouve les mêmes énoncés de la théorie des ensembles —, la théorie des ensembles de Morse-Kelley est une théorie des classes strictement plus forte que NBG. Cette dernière est toujours une théorie du premier ordre, mais que l’on peut voir comme une extension de la théorie ZFC au second ordre — quantifications sur les variables de prédicat.
La théorie NBG peut être vue comme une autre présentation de la théorie ZFC, et peut sembler plus commode pour manier la notion de classe, en l’introduisant d’une façon peut-être plus usuelle en mathématiques. Elle est souvent invoquée pour certains développements de la théorie des catégories.
Cependant, le fait d’étendre le langage de base — en introduisant des variables de classes — a des conséquences dès qu’il s’agit de raisonner sur les théories elles-mêmes, en particulier pour les preuves d’indépendance, le quotidien des théoriciens des ensembles. Ceux-ci préfèrent donc conserver le langage usuel de la théorie de Zermelo-Fraenkel pour la simplicité de son maniement. Ceci n’empêche pas de parler de classe, comme cela a été montré dans la première partie de l’article.